# Celestinus III
Celestinus III, född Giacinto Bobone Orsini omkring 1106, död 8 januari 1198, var påve från den 30 mars 1191 till sin död, den 8 januari 1198.

## Biografi

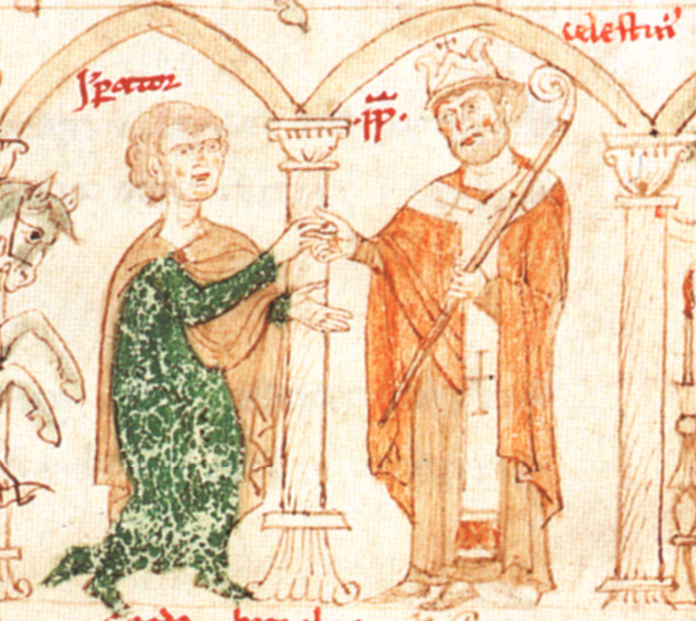
Celestinus III (höger) och Henrik VI i en bild från Liber ad honorem Augusti av Petrus de Ebulo år 1196.

Celestinus är den förste påven från den romerska släkten Orsini. Eftersom han var i sitt åttiofemte levnadsår när han valdes till påve i mars 1191, måste han ha varit född omkring 1106. År 1144 utsågs han av påve Celestinus II till kardinaldiakon med Santa Maria in Cosmedin som titeldiakonia. När han valdes till påve den 30 mars 1191 var han bara diakon, och varken prästvigd eller biskopsvigd. Han prästvigdes därför lördagen den 13 april, och biskopsvigdes dagen därpå; helgen inföll under påsken.
Dagen efter att Celestinus blivit biskopsvigd, utnämnde han Henrik VI till kejsare av Heliga romerska riket av tysk nation, och krönte honom och hans drottning Constantia. Romarna ställde dock som ultimatum att för att godkänna högtiden skulle de få krossa Tusculum; det fick de och staden ödelades, vilket påven, måhända oriktigt, skuldbelagts för. Celestinus agerade mycket långsamt, när Henrik lät fängsla Rickard Lejonhjärta, och behandla honom i strid mot folkrätten. 
Under sitt pontifikat försvarade Celestinus III den kanoniska rättens äktenskapslagar mot hur dessa praktiserades i de europeiska kungahusen. För övrigt drevs han av drömmen om ett korståg, vilket utnyttjades för att skaffa sig påvens politiska stöd, och han lät godkänna Tyska orden 1191, samt gynnade på olika sätt andra riddarordnar.